# Rysk simpa
Rysk simpa (Cottus koshewnikowi) är en fiskart som beskrevs av Gratzianov, 1907. Rysk simpa ingår i släktet Cottus och familjen simpor. IUCN kategoriserar arten globalt som livskraftig. Arten är reproducerande i Sverige. Inga underarter finns listade i Catalogue of Life.